# José Francisco Porras
José Francisco Porras (Grecia, 8 november 1970) is een voormalig Costa Ricaans profvoetballer die onder contract stond bij onder meer Deportivo Saprissa. 
Porras is een doelman en speelde zijn eerste interland op 4 juni 2004 tegen Nicaragua. Hij maakt deel uit van de selectie voor het WK voetbal 2006 en speelde in totaal 32 interlands voor zijn vaderland.
| WK-statistieken              | Club               | Positie | W |   |   | D | A |   |   |   |
| ---------------------------- | ------------------ | ------- | - | - | - | - | - | - | - | - |
| WK voetbal 2006 - Costa Rica | Deportivo Saprissa | Doelman | 1 | 0 | 0 | 0 | 0 | 0 | 0 | 0 |